# Angoon
Angoon est une localité d'Alaska (CDP) aux États-Unis dans la Région de recensement de Skagway-Hoonah-Angoon dont la population était de 466 habitants en 2010.

## Situation - climat
Elle est la seule localité habitée en permanence de l'île de l'Amirauté et est située sur la côte sud-ouest du golfe Kootznahoo, à 89 km au sud-ouest de Juneau et à 66 km au nord-est de Sitka.
Les températures vont de −4 °C à 4 °C en janvier et de 7 °C à 16 °C en juillet.

## Histoire  - activités
L'île de l'Amirauté a été longtemps habitée par les Tlingits. Entre 1700 et 1800, le commerce de la fourrure a été la principale activité dans la région. En 1878 la Compagnie du Nord-Ouest avait établi sur l'île Killisnoo un comptoir commercial et un poste de chasse à la baleine. Les habitants étaient employés à cette chasse. Une école et une église russe orthodoxe s'y trouvaient.
En 1928, le Killisnoo a été détruit par un incendie et les Tlingits partirent pour Angoon. La poste a été ouverte la même année. Killisnoo héberge actuellement des résidences de loisir.
La pêche commerciale est actuellement la ressource principale de la localité, ses habitants pratiquant aussi une économie de subsistance à base de chasse, de pêche et de cueillette.

## Démographie
| 1880 | 1890 | 1920 | 1930 | 1940 | 1950 |
| ---- | ---- | ---- | ---- | ---- | ---- |
| 420  | 381  | 114  | 319  | 342  | 429  |

| 1960 | 1970 | 1980 | 1990 | 2000 | 2010 |
| ---- | ---- | ---- | ---- | ---- | ---- |
| 395  | 400  | 465  | 638  | 572  | 459  |

## Sources et références
- (en) CIS

- (en) Cet article est partiellement ou en totalité issu de l’article de Wikipédia en anglais intitulé « Angoon, Alaska » (voir la liste des auteurs).

1. ↑  « Statistiques des États-Unis - Alaska - Profils des communautés de 2010 » (consulté en novembre 2020)